# Alessio Cragno
Alessio Cragno, född 28 juni 1994, är en italiensk fotbollsspelare (målvakt) som spelar för Sampdoria. Han har även representerat Italiens landslag.